# Rentemiddeling
Rentemiddeling is een manier om de hypotheekrente die wordt betaald te verlagen door een nieuwe rentevaste periode af te spreken met de geldverstrekker. Het rentetarief dat nu wordt betaald wordt gemiddeld met het actuele rentetarief van de geldverstrekker. Bij rentemiddeling wordt de boeterente opgenomen in het nieuwe rentetarief. Als het actuele rentetarief lager is dan de rente die momenteel wordt betaald, dan kan rentemiddeling een voordeel bieden. Rentemiddeling kan alleen bij de eigen geldverstrekker. Niet elke geldverstrekker biedt rentemiddeling aan. Dit is terug te vinden in de voorwaarden van de hypotheek. Uit onderzoek van de Consumentenbond blijkt dat rentemiddeling in uitzonderlijke gevallen de beste optie is. In de meeste gevallen is het oversluiten van de hypotheek naar een andere bank of het extra aflossen voordeliger.

## Rekenvoorbeeld
Een rekenvoorbeeld om bovenstaand toe te lichten.
Situatie:
- Waarde van de woning €250.000
- Resterende hypotheek €101.500
- Huidige rente 5,6
- Resterende rentevaste periode 20 jaar

Nieuwe rente 10 jaar rentevaste periode:
- Nieuwe rente bij rentemiddelen 4,2% - uitgaven over 10 jaar €105.000
- Nieuwe rente bij oversluiten (boete zelf betalen) 1,85% - uitgaven over 10 jaar €46.250
- Nieuwe rente bij oversluiten (boete meefinancieren) 1,99% - uitgaven over 10 jaar €49.750